# Haus der Psychologie
Das Haus der Psychologie ist ein Zentrum für Aus-, Fort- und Weiterbildung und eine Anlaufstelle für Psychologen und Psychotherapeuten in verschiedenen Tätigkeitsbereichen in Berlin. Neben der Psychologischen Hochschule Berlin sind im Haus der Psychologie Institutionen für Weiterbildung und Ausbildung von Psychologen und Psychotherapeuten sowie verschiedene Arbeitsgruppen, Verbände und Sektionen der Psychologie ansässig. Das Haus beherbergt die Berliner Akademie für Psychotherapie (BAP), die Approbationsausbildungen in Psychotherapie anbietet, und die Deutsche Psychologen Akademie (DPA), eine Weiterbildungsinstitution für Psychologen und Psychotherapeuten. Außerdem ist der Berufsverband Deutscher Psychologinnen und Psychologen (BDP) mit seiner Geschäftsstelle, den Sektionen Verkehrspsychologie und Wirtschaftspsychologie sowie den Landesgruppen Berlin/Brandenburg und Mitteldeutschland hier ansässig. Zusätzlich beherbergt das Haus der Psychologie den Psychotherapieinformationsdienst (pid), den Deutschen Psychologen Verlag (DPV) sowie den Verband Psychologischer Psychotherapeuten (VPP).

## Standort und Geschichte

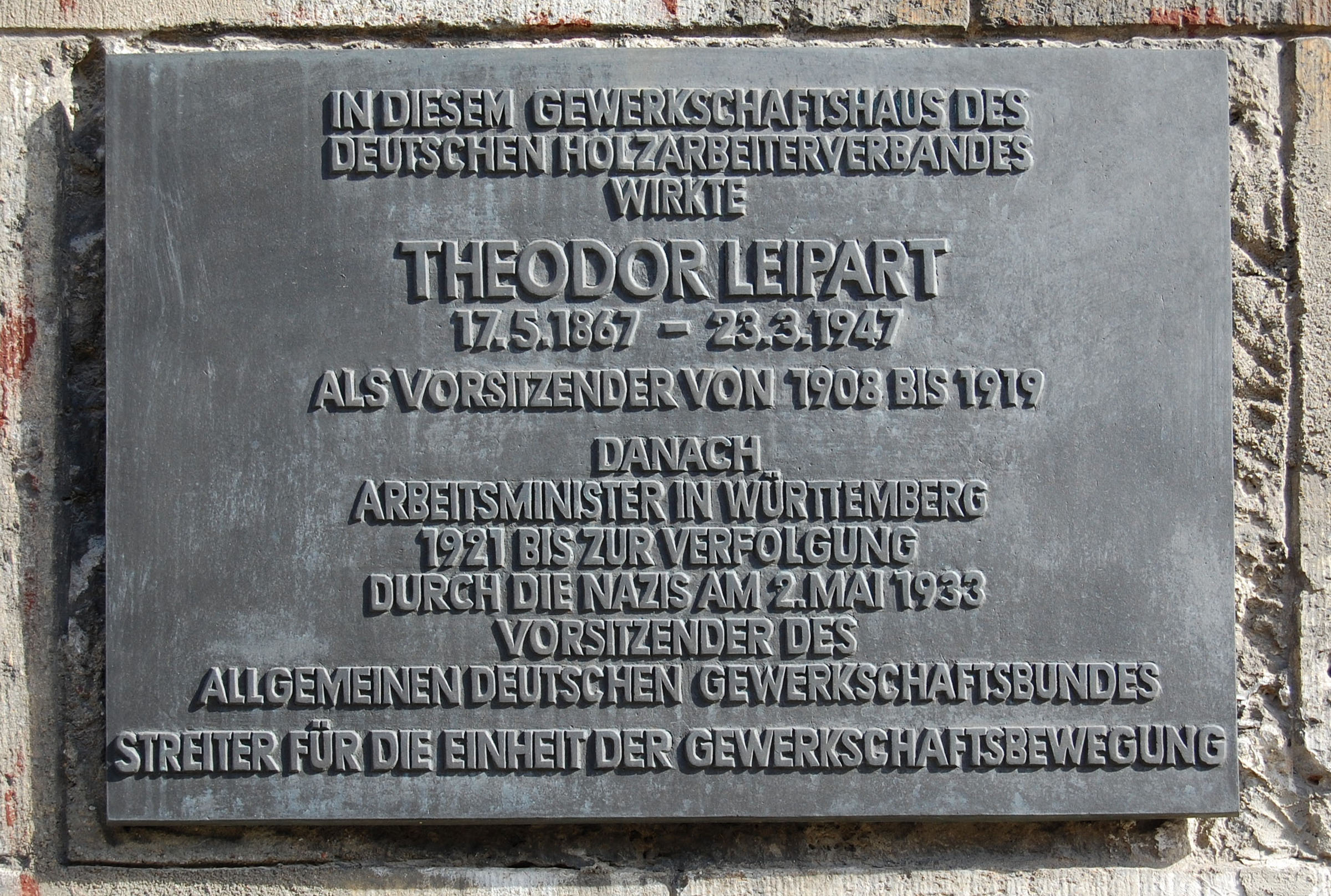
An diesem Haus befindet sich eine Gedenktafel für den Gewerkschafter Theodor Leipart

Das Haus der Psychologie befindet sich Am Köllnischen Park 2 in einem traditionsreichen Berliner Gebäudekomplex. Das Gebäude wurde 1913 von den Berliner Architekten Paul Imberg und Walter Croner errichtet und im selben Jahr eingeweiht. Bis 1933 war es Sitz des Gewerkschaftshauses des Deutschen Holzarbeiterverbandes. Aus dieser Zeit gibt es noch die Originalbaupläne. 1933 wurde es von den nationalsozialistischen Machthabern beschlagnahmt und von der Deutschen Arbeitsfront (DAF) genutzt, die als nationalsozialistischer Einheitsverband der Arbeitnehmer und Arbeitgeber bis Kriegsende 1945 bestand.
Nach dem Zweiten Weltkrieg übernahm der Freien Deutschen Gewerkschaftsbund (FDGB) der DDR das Haus. Anschließend wurde es Sitz der Gewerkschaft Handel, Banken und Versicherungen des Landesbezirks Berlin, die 2001 in der Vereinten Dienstleistungsgewerkschaft (ver.di) aufging. Heute steht das Gebäude unter Denkmalschutz, wurde saniert und 2010 in „Haus der Psychologie“ umbenannt. Eigentümer und Zentrum des Gebäudes ist die Psychologische Hochschule Berlin.